# Larrabezúa
Larrabezúa (em castelhano) ou Larrabetzu (em basco) é um município da Espanha na província da Biscaia, comunidade autónoma do País Basco. Faz parte da comarca de Grande Bilbau e tem 21,4 km² de área.[carece de fontes?] Em 2021 tinha 2 081 habitantes (densidade: 97,2 hab./km²).